# 원주 흥법사지 진공대사탑 및 석관
원주 흥법사지 진공대사탑 및 석관(原州 興法寺址 眞空大師塔 및 石棺)은 신라 말 고려 초의 고승 진공대사의 사리탑과 석관이다. 만들어진 연도는 정확히 알 수 없으나 고려 태조 23년(940년)으로 추정하고 있다. 1963년 1월 21일에 보물 제365호로 지정되었다. 본래 강원도 원주시 지정면 안창리 흥법사터에 있었으나, 1931년 경복궁으로 반출되었다가 지금은 서울특별시 용산구 국립중앙박물관에 있다.

## 개요
진공대사의 사리를 모셔놓은 탑과, 그 옆에 놓여있는 돌로 만든 함이다.
본래는 강원도 원주의 흥법사터에 있었으나 1931년 경복궁으로 옮겨 왔으며 현재는 국립중앙박물관 경내에 있다.
진공대사는 통일신라말 ·고려초에 활약한 승려로, 당나라에 유학하고 돌아와 신라 신덕왕의 스승이 되었으며, 특히 고려 태조의 두터운 존경을 받았다.
탑은 전체가 8각으로 이루어진 기본적인 형태로, 기단(基壇)의 아래와 윗받침돌에는 연꽃을 새겼다. 북모양을 하고 있는 가운데받침돌 표면에는 웅장한 구름과 함께 뒤엉켜 있는 용의 몸체를 생동감있게 조각하였다. 탑신의 몸돌은 8각의 모서리마다 꽃무늬가 장식되어 독특하고, 앞뒤 양면에는 자물쇠가 달린 문짝모양이 각각 새겨져 있다. 그 위로 얹혀 있는 지붕돌은 밑면에 3단의 받침과 2중으로 된 서까래가 표현되어 있다. 경사가 완만한 낙수면은 8각의 모서리선이 굵게 새겨져 그 끝에는 높이 솟아있는 꽃조각이 달려있다. 특히 낙수면에는 기와를 입힌 모양의 기왓골이 사실적으로 표현되어 있고 처마 끝에 이르러서는 암막새, 수막새까지도 자세히 조각됨으로써 밑면의 서까래와 함께 당시 목조건축의 일면을 잘 보여주고 있다. 꼭대기에는 8각의 작은 지붕모양의 머리장식인 보개(寶蓋)가 있다.
한편 탑의 왼쪽에 따로 놓여 있는 돌로 만든 함에는 불교경전과 함께 관련된 유물을 담아두었는데, 뚜껑까지 완전하게 남아있어 그 가치를 지닌다. 지붕의 윗부분을 수평으로 자른 듯한 뚜껑돌과 긴 상자 모양의 몸통으로 이루어진 이 함은 거의 완전하며 온화한 품위를 보여주고 있다. 두 유물의 조성연대에 대하여는 알 수 없으나『고려사』에 남아 있는 기록으로 미루어 고려 태조 23년(940)으로 추측된다.

## 구성
부도탑 높이 2.91m, 석관 높이 0.48m이며, 팔각원당형(八角圓堂形)에 속하는 부도탑으로, 지대석과 기단부·탑신석·옥개석 등으로 이루어져 있다.
지대석은 여러 매의 돌로 조립된 널찍한 사각형인데, 위에 팔각의 2단 괴임이 있어 기단부를 받고 있다.
기단부는 하대석·중대석·상대석으로 구성되었다. 하대석은 팔각의 연꽃 형태로 이루어져 있는데, 모서리마다 연판(蓮瓣) 안쪽에 나지막한 귀꽃이 장식되어있다. 복련(覆蓮) 밑은 높직한 면석(面石)으로 되어 있고, 그 상단은 뚜껑돌인 갑석(甲石)이 얹혀진 듯이 새겨져 있다. 갑석의 각 면에는 안상이 새겨지고 그 안에 화형문(花形紋)이 장식되었다. 중대석은 팔각인데 모서리를 많이 죽여서 마치 고복형(鼓腹形)과 비슷하다. 그 표면에는 구름 속에 노니는 용(龍)이 매우 웅장하게 새겨졌는데, 둘둘 말린 모습의 구름 사이로 날아다니는 듯한 모습을 하고 있다. 상대석은 앙련(仰蓮)의 형태로, 밑면에 팔각형 받침이 새겨져 중대석의 상단부를 놓도록 되어 있다. 그리고 윗면에 2단의 각형(角形) 괴임을 새겨서 탑신석을 받고 있다.
탑신은 한 돌로 된 팔각형이며 각 면 모서리에 새겨진 주형(柱形)은 아래 위와 중앙에 화형을 새겨 넣은 특이한 모습을 하고 있다. 그리고 팔각면 가운데 앞과 뒷면에는 각각 자물쇠가 달린 문짝 형태인 문비(門扉)가 새겨져 있다.

## 사진

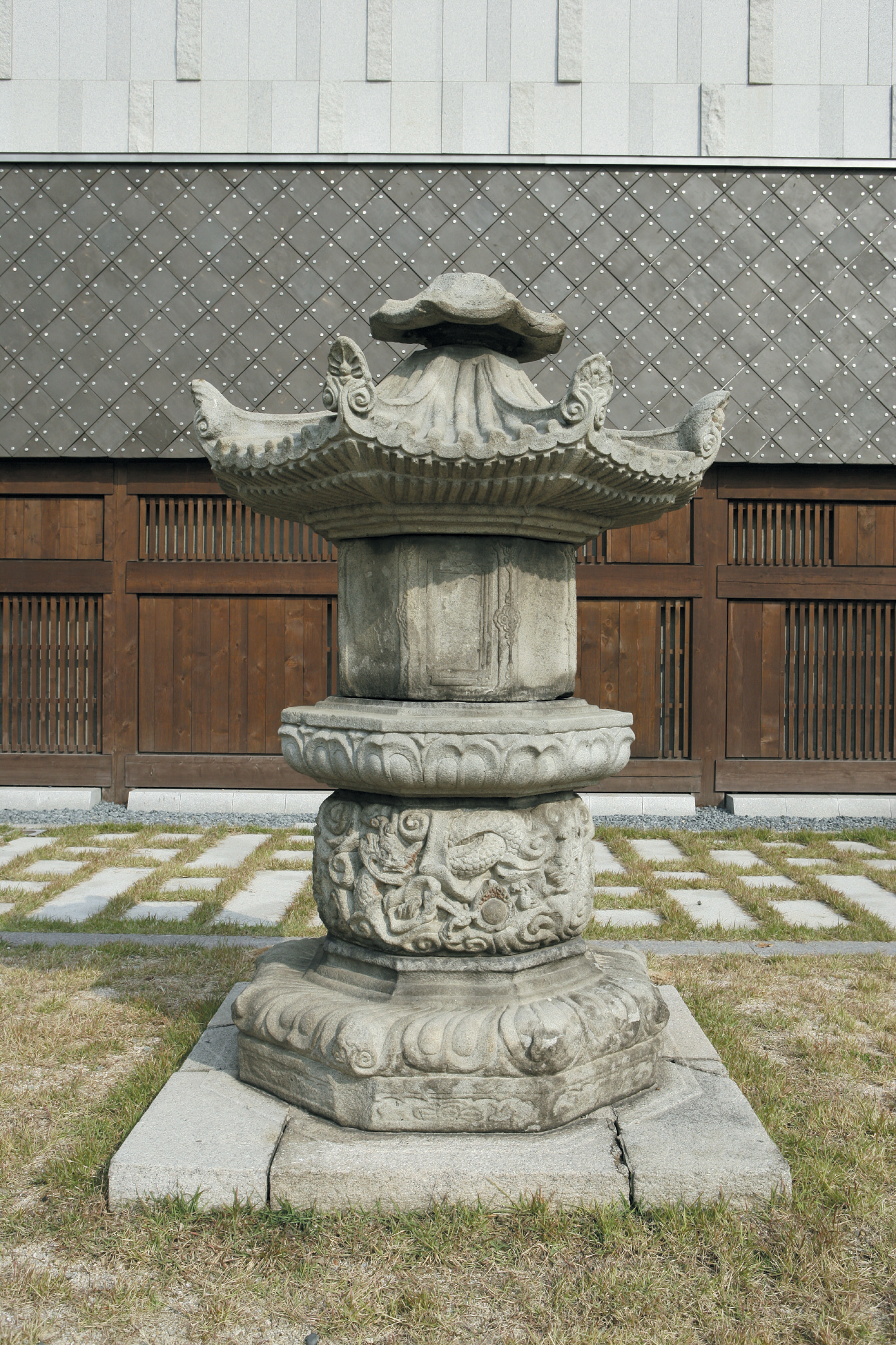
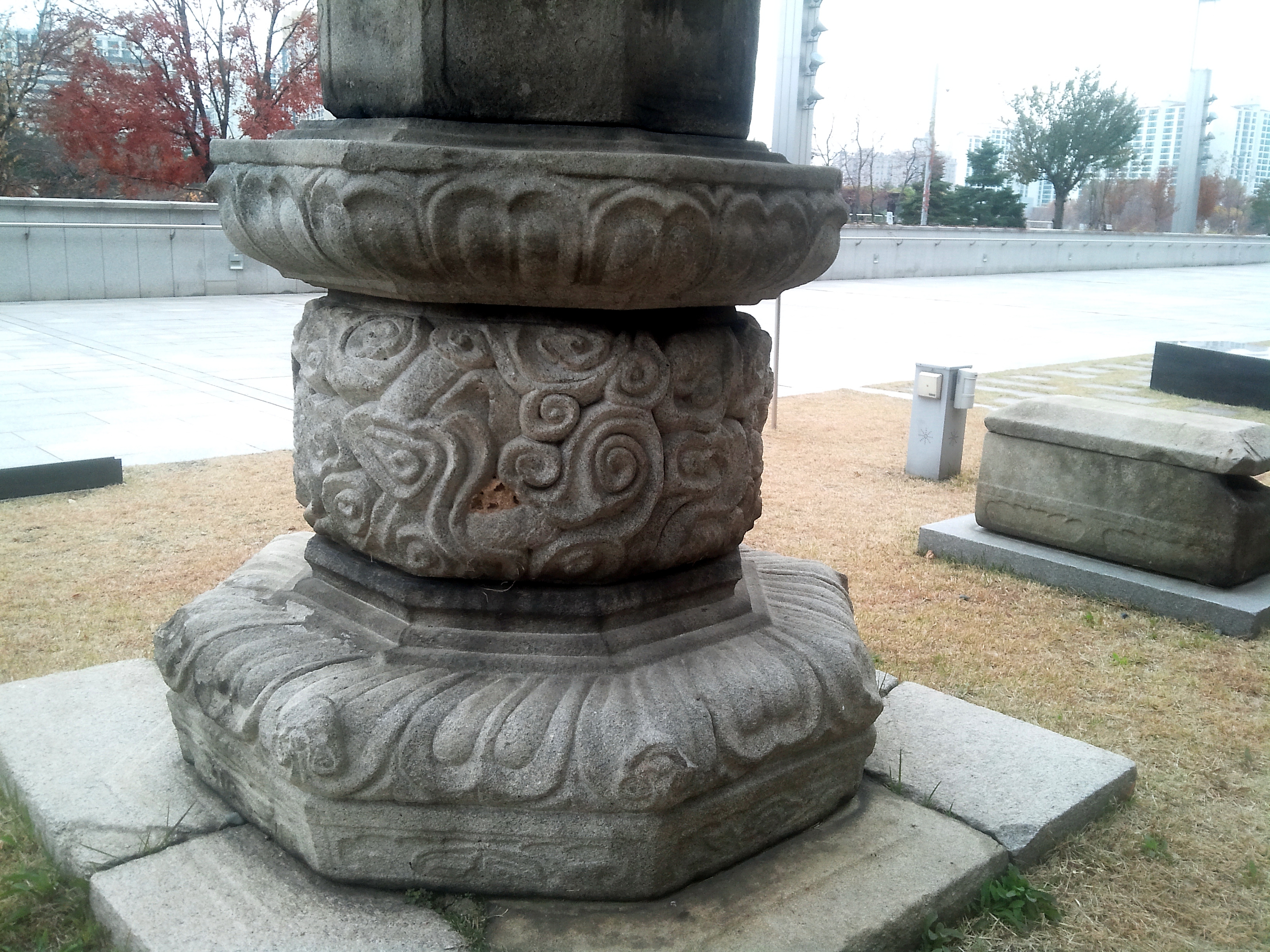
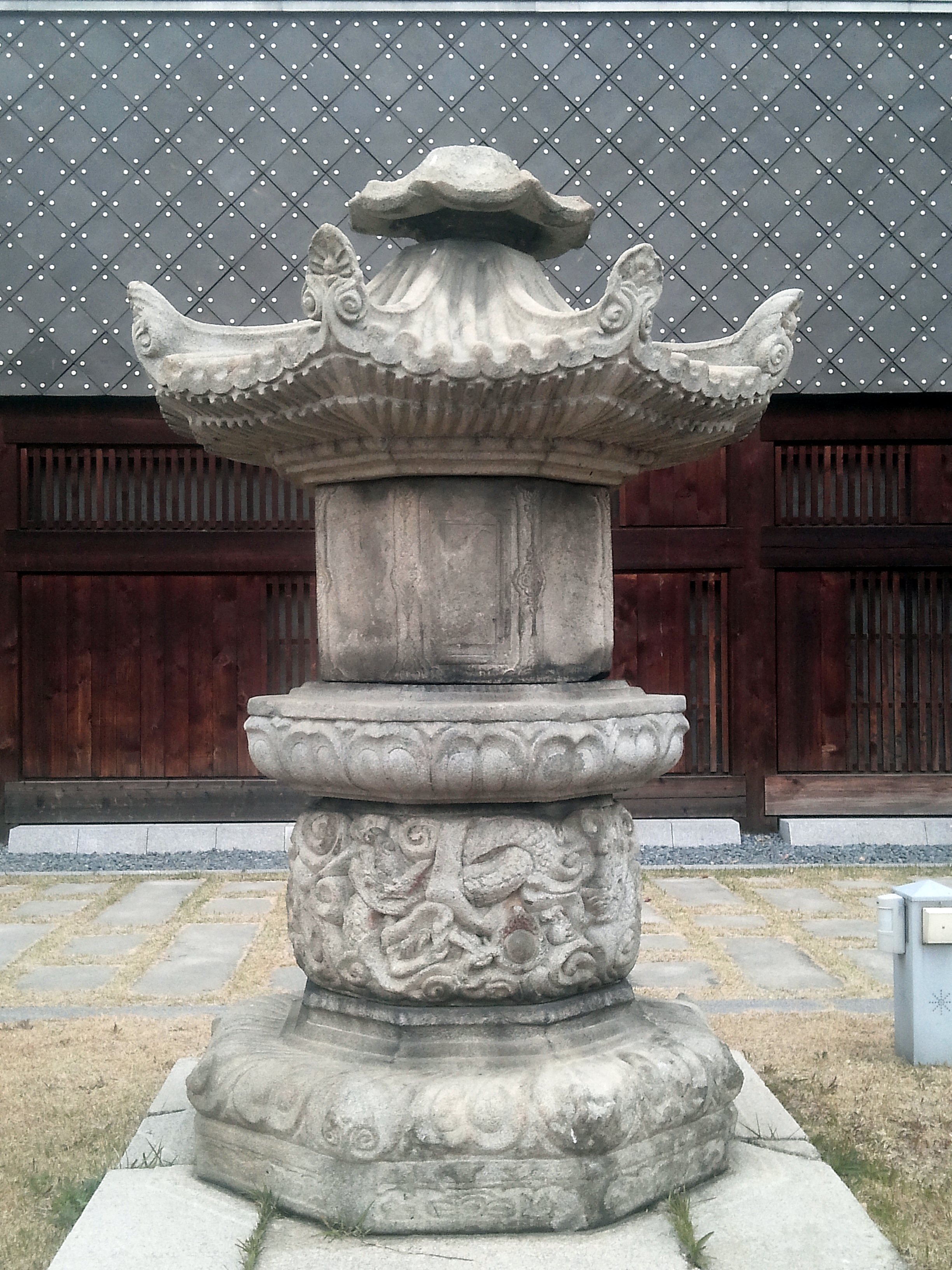

## 같이 보기
- 흥법사지
- 진공대사

## 참고 자료
- 원주 흥법사지 진공대사탑 및 석관 - 국가유산청 국가유산포털

 위키미디어 공용에 원주 흥법사지 진공대사탑 및 석관 관련 미디어 분류가 있습니다.
 본 문서에는 서울특별시에서 지식공유 프로젝트를 통해 퍼블릭 도메인으로 공개한 저작물을 기초로 작성된 내용이 포함되어 있습니다.